# Iglesia de Nuestra Señora de la Luz (Caracas)
La Iglesia de Nuestra Señora de la Luz o Parroquia Nuestra Señora de la Luz, se compone de una serie de edificios religiosos perteneciente a la Iglesia católica localizados en la Avenida Intercomunal de El Valle cerca del Hospital Periférico de Coche (también conocido más formalmente como Hospital Doctor Leopoldo Manrique Terrero) en la parroquia Coche en jurisdicción del Municipio Libertador, al suroeste del área metropolitana de la ciudad de Caracas o Distrito Metropolitano de Caracas.
Fundada en 1966, hace parte del Arciprestazgo de El Valle junto con otras parroquias como San Antonio de Padúa, Santo Domingo Savio, San Vicente de Paul, San Miguel Arcángel, entre otras. El complejo parroquial incluye una iglesia, oficinas, la casa parroquial y un pequeño auditorio. Se encuentra a un lado de la estación Mercado de la Línea 3 del Metro de Caracas. Por años el acceso al lugar se dificultó por las obras del Metro que ejecutó el ministerio de transporte.
El nombre de Virgen de la Luz viene de la ciudad de Palermo en Italia en lo que la iglesia católica cree fue una visión de una monja en 1722 en la que la virgen María se salvaba de una bestia maligna.- Los Jesuitas trajeron la imagen pintada a América y difundieron su veneración en el continente.

## Véase también

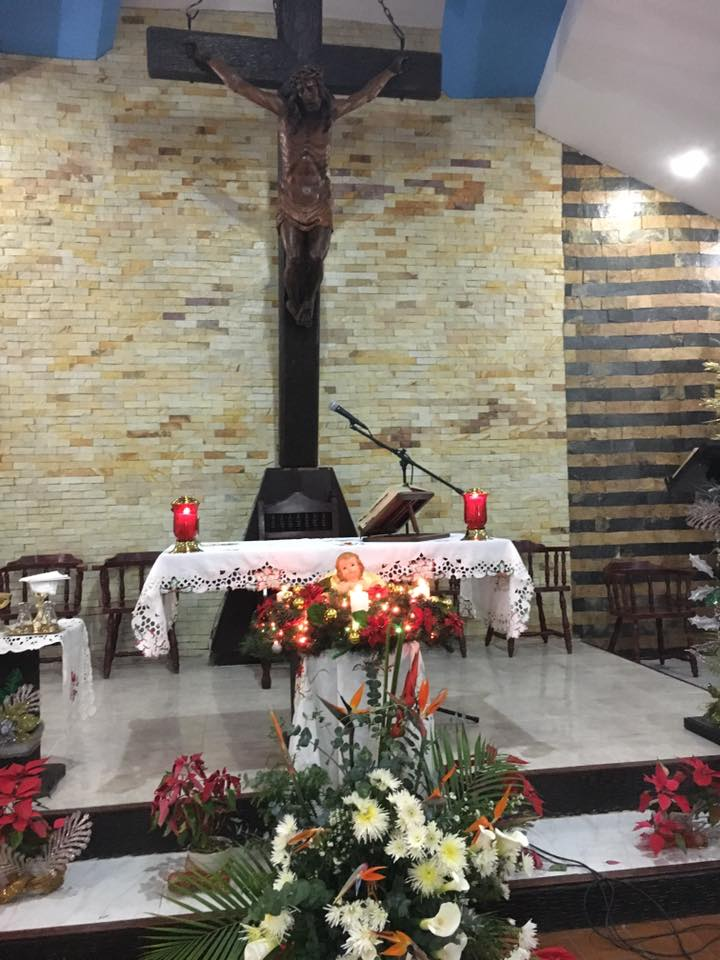
Altar de la Iglesia en Navidad